# 핫 퍼슈트 (1987년 영화)
《핫 퍼슈트》(영어: Hot Pursuit)는 미국에서 제작된 스티븐 리즈버거 감독의 1987년 액션 코미디 영화이다. 존 큐색 등이 출연하였고, 피에르 다비드 등이 제작에 참여하였다.

## 출연진
- 존 큐색
- 로버트 로자
- 웬디 거젤
- 제리 스틸러
- 몬티 마컴
- 셸리 패버레이
- 벤 스틸러
- 키스 데이비드
- 테드 화이트

## 기타 제작진
- 배역: 어맨다 매키 존슨
- 미술: 윌리엄 J. 크리버
- 의상: 테린 더첼리스